# ミッツ・マングローブのオールナイトニッポンGOLD
『ミッツ・マングローブのオールナイトニッポンGOLD』（ミッツ・マングローブのオールナイトニッポンゴールド）は、ニッポン放送で2015年1月7日から2015年9月23日まで毎週水曜日22:00～24:00のオールナイトニッポンGOLD枠にて放送されていたラジオ番組。また、オールナイトニッポンGOLDの特別番組として、同名のタイトルで放送されていた。

## 番組概要
以前放送されていた「小島慶子のオールナイトニッポンGOLD」のパーソナリティーにミッツ・マングローブが加わり、「小島慶子とミッツ・マングローブのオールナイトニッポンGOLD」となったが、小島がオーストラリア在住による多忙を理由に2014年12月17日の放送を以って番組を降板。2015年1月7日から「ミッツ・マングローブのオールナイトニッポンGOLD」と改めて放送開始。

## コーナー
番組サイト内に記載がないため、名称・表記について便宜的な状態のものも含む。
スウィート・リベンジ
リスナーの「腹を立てた相手」に対する妄想のリベンジ方法をミッツが提案する。
ゲストコーナー
23時代前半、原則的にはミッツが自身と「同学年・同世代」な有名人と共に語り合う（例外あり）。
ベストテン風イントロ紹介
番組でかかる曲のうち1曲のみ、ミッツが「ザ・ベストテン」のようなイントロ紹介ネタを披露する。
見てないとでもお思いで？
ミッツがインターネット上をエゴサーチして見かけたあれこれについて語る。

## ゲスト

### 2015年
- 01月07日 - 土岐麻子
- 01月14日 - 相川七瀬
- 01月21日 - 堂島孝平
- 01月28日 - ピーター
- 02月04日 - 杉山愛
- 02月11日 - 武田双雲
- 02月25日 - ダイアナ・エクストラバガンザ
- 03月11日 - NANA （MAX）
- 03月18日 - VERBAL
- 03月25日 - 河本準一（次長課長）

## 代理番組
- 2月18日 - 上沼恵美子（アシスタント：ヒロ寺平）
- 4月22日 - 小林克也・〜わが人生の一曲 My Best 1〜

## スタッフ
- 構成：畠山健

## 特別番組
パーソナリティーのミッツがレギュラーで出演する前に、特別番組として「ミッツ・マングローブのオールナイトニッポンGOLD」が2011年5月9日、2012年4月27日、2013年3月15日に放送された。